# Nepal i olympiska vinterspelen 2014
Nepal deltog med en deltagare vid de olympiska vinterspelen 2014 i Sotji. Landets deltagare erövrade ingen medalj.

## Längdskidåkning
- Dachhiri Sherpa